# Saint-Denis-le-Thiboult
Saint-Denis-le-Thiboult là một xã thuộc tỉnh Seine-Maritime trong vùng Normandie miền bắc nước Pháp.

## Dân số
| 1962                                            | 1968 | 1975 | 1982 | 1990 | 1999 | 2006 |
| ----------------------------------------------- | ---- | ---- | ---- | ---- | ---- | ---- |
| 294                                             | 295  | 341  | 409  | 471  | 490  | 516  |
| Starting in 1962: Population without duplicates |      |      |      |      |      |      |